# Neuengland-Baumwollschwanzkaninchen
Das Neuengland-Baumwollschwanzkaninchen (Sylvilagus transitionalis) ist eine Säugetierart aus der Gattung der Baumwollschwanzkaninchen innerhalb der Hasenartigen. Die Art kommt ausschließlich in den Gebieten Neuenglands an der Ostküste der Vereinigten Staaten vor. Die Art wird als bedrohte Art betrachtet, da die Bestände und Verbreitungsgebiete in den letzten Jahrzehnten deutlich zurückgegangen sind.

## Merkmale
Das Neuengland-Baumwollschwanzkaninchen ist eine mittelgroße Art seiner Gattung mit einer Kopf-Rumpf-Länge von 38,6 bis 43 Zentimeter, wobei die Weibchen etwas größer als die Männchen sind. Die Schwanzlänge beträgt beim Männchen durchschnittlich 4,2 Zentimeter mit einer Spanne von 2,2 bis 5,7 Zentimeter und beim Weibchen durchschnittlich 4,7 Zentimeter mit einer Spanne von 3,0 bis 6,5 Zentimeter. Das Gewicht der Männchen liegt zwischen 756 und 965 Gramm, das der Weibchen zwischen 802 und 1038 Gramm. Die Rückenfarbe ist gelbbraun mit schwarz, im Nacken besitzen sie einen auffälligen braunen Fleck. Die Körperseiten sind heller gefärbt und die Bauchseite ist weiß.
Von Appalachen-Baumwollschwanzkaninchen sind die Tiere äußerlich nicht zu unterscheiden. Entsprechend kann man nur anhand des Fundortes oder über molekularbiologische Methoden Rückschlüsse auf die Art schließen. Im Vergleich zum Florida-Waldkaninchen (S. floridanus) sind beide Arten etwas kleiner mit kürzeren und gerundeten Ohren, die schwarz gerandet sind, außerdem weisen sie zwischen den Ohren einen schwarzen Fleck auf. Weitere Unterschiede finden sich im Aufbau des Schädels.

## Verbreitung

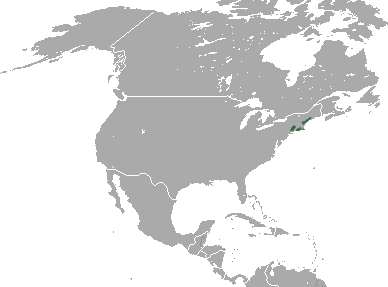
Verbreitungsgebiet des Neuengland-Baumwollschwanzkaninchens

Das Verbreitungsgebiet des Neuengland-Baumwollschwanzkaninchens reichte ursprünglich über ein großes Gebiet Neuenglands und umfasste das südliche Maine, Vermont, New Hampshire, Connecticut, das östliche New York, Massachusetts und Rhode Island. Entsprechend einer Studie aus dem Jahr 2006 nahm die Fläche innerhalb dieses historischen Verbreitungsgebietes auf insgesamt 12.180 km² und damit um 86 % ab. Demnach ist die Art heute auf wenige kleine Gebiete im Küstenbereich von Maine, der Küste und das Tal des Merrimack River im südlichen New Hampshire, im südöstlichen New York, dem westlichen und östlichen Connecticut östlich des Connecticut River, dem westlichen  Massachusetts, Teilen von Cape Cod in Massachusetts sowie Rhode Island beschränkt.

## Lebensweise
Als Lebensräume nutzt das Neuengland-Baumwollschwanzkaninchen vor allem offene Wälder und Gebüsche. Die Art wird als Habitatspezialist beschrieben, da sie vor allem frühe Waldstadien besiedelt, die historisch in ihrem Verbreitungsgebiet sehr häufig waren und die sich mittlerweile zu dichteren Waldbeständen entwickelt haben, in denen die Art keinen Lebensraum mehr findet. Sie ist zudem vor allem in der Nähe von Gewässern anzutreffen, deren Ufer mit einem dichten Unterwuchs bestanden sind.
Das Neuengland-Baumwollschwanzkaninchen ernährt sich vor allem von krautigen Pflanzen, Früchten und Samen. Im Winter frisst es zudem holzige Pflanzenteile. Die Weibchen bringen im Schnitt 24 Jungtiere im Jahr zur Welt, wobei die durchschnittliche Wurfgröße bei etwa 3,5 Jungtieren pro Wurf besteht.

## Systematik
Das Neuengland-Baumwollschwanzkaninchen wird als eigenständige Art den Baumwollschwanzkaninchen (Gattung Sylvilagus) zugeordnet. Innerhalb der Art werden keine Unterarten unterschieden. Die Erstbeschreibung erfolgte 1895 durch Outram Bangs als Lepus sylvaticus transitionalis, also als Unterart der heute als Florida-Waldkaninchen (Sylvilagus floridanus) bezeichneten Art.

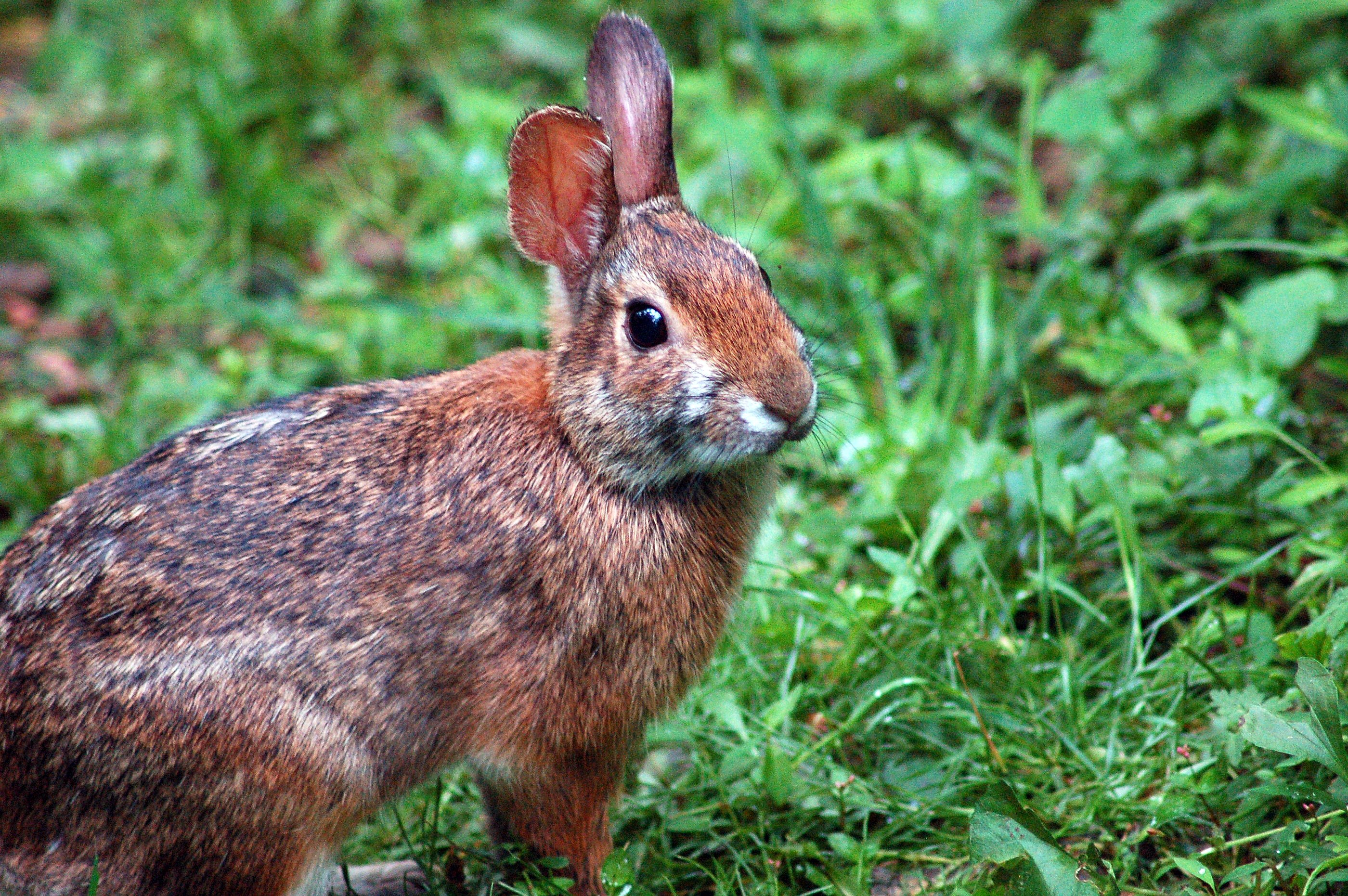
Sylvilagus obscurus wurde als eigene Art vom Neuengland-Baumwollschwanz abgetrennt

Die 1992 von Ralph E. Chapman et al. beschriebene Art Appalachen-Baumwollschwanzkaninchen war ursprünglich ebenfalls dem Neuengland-Baumwollschwanzkaninchen zugeschlagen, wurde nach einer molekularbiologischen Analyse jedoch von diesem getrennt. Man fand heraus, dass die beiden Arten mit zwei unterschiedlichen Chromosomensätzen (Genomen) ausgestattet waren. Während die Tiere der nördlichen Appalachen einen diploiden Chromosomensatz von 2n = 52 Chromosomen haben, besitzen die der südlichen Appalachen nur 2n = 46 Chromosomen. Chapman et al. beschrieben entsprechend die letzten als neue Art Sylvilagus obscurus. Es ist jedoch möglich, dass diese Art den Neuengland-Baumwollschwanzkaninchen als Unterart zugeordnet wird.

## Gefährdung und Schutz
Das Neuengland-Baumwollschwanzkaninchen wird von der International Union for Conservation of Nature and Natural Resources (IUCN) aufgrund des starken Rückgangs der Art in ihrem Verbreitungsgebiet als gefährdet (vulnerable) eingeordnet. Das Kaninchen war ursprünglich weit verbreitet und häufig. Die verfügbaren Lebensräume gingen seit den 1960ern um etwa 86 % zurück und wurden stark verinselt. Die Populationsgröße ging nach Schätzungen seit 1994 um mehr als 50 % zurück und der Trend setzt sich aufgrund der zunehmenden Lebensraumfragmentierung und -zerstörung weiter fort. Zudem steigt der Konkurrenzdruck durch die Ausbreitung des Florida-Waldkaninchens (S. floridanus) im Verbreitungsgebiet.